# PLA2G7
PLA2G7 (англ. Phospholipase A2 group VII) – білок, який кодується однойменним геном, розташованим у людей на короткому плечі 6-ї хромосоми. Довжина поліпептидного ланцюга білка становить 441 амінокислот, а молекулярна маса — 50 077.
| 10         |  | 20         |  | 30         |  | 40         |  | 50         |
| ---------- |  | ---------- |  | ---------- |  | ---------- |  | ---------- |
| MVPPKLHVLF |  | CLCGCLAVVY |  | PFDWQYINPV |  | AHMKSSAWVN |  | KIQVLMAAAS |
| FGQTKIPRGN |  | GPYSVGCTDL |  | MFDHTNKGTF |  | LRLYYPSQDN |  | DRLDTLWIPN |
| KEYFWGLSKF |  | LGTHWLMGNI |  | LRLLFGSMTT |  | PANWNSPLRP |  | GEKYPLVVFS |
| HGLGAFRTLY |  | SAIGIDLASH |  | GFIVAAVEHR |  | DRSASATYYF |  | KDQSAAEIGD |
| KSWLYLRTLK |  | QEEETHIRNE |  | QVRQRAKECS |  | QALSLILDID |  | HGKPVKNALD |
| LKFDMEQLKD |  | SIDREKIAVI |  | GHSFGGATVI |  | QTLSEDQRFR |  | CGIALDAWMF |
| PLGDEVYSRI |  | PQPLFFINSE |  | YFQYPANIIK |  | MKKCYSPDKE |  | RKMITIRGSV |
| HQNFADFTFA |  | TGKIIGHMLK |  | LKGDIDSNVA |  | IDLSNKASLA |  | FLQKHLGLHK |
| DFDQWDCLIE |  | GDDENLIPGT |  | NINTTNQHIM |  | LQNSSGIEKY |  | N          |

A: Аланін

C: Цистеїн

D: Аспарагінова кислота

E: Глутамінова кислота

F: Фенілаланін

G: Гліцин

H: Гістидин

I: Ізолейцин

K: Лізин

L: Лейцин

M: Метіонін

N: Аспарагін

P: Пролін

Q: Глутамін

R: Аргінін

S: Серин

T: Треонін

V: Валін

W: Триптофан

Кодований геном білок за функцією належить до гідролаз. 
Задіяний у таких біологічних процесах, як метаболізм ліпідів, деградація ліпідів. 
Секретований назовні.